# Associazione dei Sordi del Canada
L'Associazione dei Sordi del Canada (in lingua francese Association des Sourds du Canada e in lingua inglese Canadian Association of the Deaf) è l'associazione della comunità sorda canadese.